# تاپلان‌سنت‌کرست
تاپلان‌سِنت‌کِرِست (به مجاری:  Táplánszentkereszt) یک سکونتگاه مسکونی در مجارستان است که در واش واقع شده‌است.